# Campylotropis grandifolia
Campylotropis grandifolia är en ärtväxtart som beskrevs av Schindler. Campylotropis grandifolia ingår i släktet Campylotropis och familjen ärtväxter. Inga underarter finns listade i Catalogue of Life.